# 斯捷布尼克 (季斯梅尼齊亞區)
48°51′34″N 24°34′38″E / 48.85944°N 24.57722°E
斯捷布尼克（烏克蘭語：Стебник），是烏克蘭西部的村莊，隸屬伊萬諾-弗蘭科夫斯克州的伊萬諾-弗蘭科夫斯克區。該村始建於1596年，面積3.57平方公里，2001年人口797。